# انقلاب از تلویزیون پخش نخواهد شد
«انقلاب از تلویزیون پخش نخواهد شد» (به انگلیسی: The Revolution Will Not Be Televised) ترانه‌ای از گیل اسکات-هرون است. این ترانه ابتدا به‌عنوان یکی از قطعات آلبوم سال ۱۹۷۰ هِرون با نام بحثی کوچک در خیابان صد و بیست و پنجم و لِنِکس ضبط شد که در تنظیم آن، از سازهای کوبه‌ای کانگا و بانگو استفاده شده‌بود. در سال ۱۹۷۱ نسخهٔ جدیدی از ترانه، با همراهی یک گروه کامل ضبط شد و به‌عنوان بی‌ساید تک‌آهنگ «خانه آن‌جاست که نفرت باشد» از آلبوم قطعه‌هایی از یک مرد منتشر شد. این ترانه همچنین یکی از قطعات آلبوم برگزیده آثار هِرون منتشر شده به سال ۱۹۷۴ هم بوده‌است. هر سهٔ این آلبوم‌ها توسط شرکت پخش فلایینگ داچمن منتشر شده‌اند.
عنوان این ترانه از یکی از شعارهای محبوب در جنبش برابری‌خواهی دههٔ ۶۰ سیاهان آمریکا موسوم به نیروی سیاه به عاریت گرفته شده‌است. شعر «انقلاب از تلویزیون پخش نخواهد شد» با اشاره به نام مجموعه‌های تلویزیونی، شعارهای تبلیغات تجاری، نمادهای سرگرمی و اخبار مثال‌هایی را طرح می‌کند با این مضمون که یک انقلاب، چه چیزی خواهد بود یا چه کاری انجام خواهد داد. این شعر جوابیه‌ای است به قطعهٔ «وقتی انقلاب شود» از گروه لست پاوِت که در بخشی از آن آمده: «وقتی انقلاب شود برخی از ما احتمالاً از طریق تلویزیون در جریان قرار خواهیم گرفت».
«انقلاب از تلویزیون پخش نخواهد شد» در سال ۲۰۰۵ در فهرست ملی ضبط اصوات ایالات متحدهٔ آمریکا ثبت شد.